# Dynastart
Dynastart is een combinatie van Dynamo en startmotor. 
Een Dynastart werd vroeger vaak gebruikt omdat één onderdeel nu eenmaal minder ruimte vraagt dan twee aparte. Daarom was het vaak een logische keuze bij motorfietsen en scooters. 
Het systeem werkt alleen bij blokken die weinig weerstand geven bij het starten en is mede daarom uitgestorven. Omdat de - verouderde - gelijkstroomdynamo qua constructie gelijk was aan een startmotor kon deze beide functies vervullen. Met de komst van de wisselstroomdynamo (die veel kleiner is dan de gelijkstroomdynamo) is het voordeel van een dynastart vervallen.